# Урюпин, Николай Николаевич
Николай Николаевич Урюпин  (род. 12 августа 1958 в п.Менделеево, Московской области) — вице-президент Федерации хоккея России, в прошлом хоккейный тренер, Заслуженный тренер России, Заслуженный работник ФК и спорта РФ. 

## Биография
В 1980 году окончил ГЦОЛИФК. Имеет научную степень — кандидат педагогических наук. В 1980—1992 годах преподаватель, старший преподаватель кафедры хоккея ГЦОЛИФК.
С 1 октября 1992 года по 12 августа 1993 года тренер ХК «Торпедо» (Ярославль). С 15 августа 1993 года по 31 марта 1997 года тренер ХК «Спартак» (Москва).
С 1 апреля 1997 года по 30 июня 1999 года — заместитель начальника отдела по проведению соревнований Российской хоккейной лиги. С 30 июня 1999 года по 31 мая 2006 года — директор Профессиональной хоккейной лиги. С 6 октября 2006 года - и.о. директора ПН ПХЛ. С 8 июня 2006 года по 19 июня 2006 года — заместитель начальника Управления по проведению соревнований Федерации хоккея России (ФХР). С 21 июня 2006 года по 1 сентября 2010 года — начальник Управления по проведению соревнований ФХР. С 1 сентября 2010 года — начальник Управления по развитию хоккея ФХР. С 31 мая 2008 года — вице-президент ФХР. с 1 сентября 2014 года - начальник Управления хоккея ФХР, заведующий кафедрой хоккея имени А.В.Тарасова РГУФК (ГЦОЛИФК). 28 октября 2015 присвоено звание Заслуженный тренер России.10 сентября 2018 присвоено почётное звание Заслуженный работник физической культуры Российской Федерации. 17 марта 2022 года присвоено учёное звание профессор. 